# Zakir Naik
 (octobre 2016).
Si vous disposez d'ouvrages ou d'articles de référence ou si vous connaissez des sites web de qualité traitant du thème abordé ici, merci de compléter l'article en donnant les références utiles à sa vérifiabilité et en les liant à la section « Notes et références ».
Zakir Naik (en hindi : ज़ाकिर नायक ; en ourdou : ذاکر نائیک), né le 18 octobre 1965 à Bombay, est un chirurgien indien[réf. souhaitée], devenu par la suite prédicateur et télévangéliste de l'islam.
Depuis 1991, il traite et débat de questions islamiques en présentant sa  vision concernant l'islam. Les débats, qu'il anime, lui ont donné quelque notoriété. Il affirme trouver, dans l'interprétation de certains versets du Coran, un contenu scientifique dont la connaissance théorique ou empirique aurait été impossible du temps de Mahomet, compte tenu des connaissances et des moyens de l'époque.
Il est le fondateur et le président de l'Islamic Research Foundation (IRF), organisation sans but lucratif qui comprend une école pour étudier à différents niveaux. Il est également fondateur et président de la chaîne Peace TV, chaîne à réseau libre émettant depuis Bombay ; le gouvernement indien a interdit cette chaine en 2012. D'après le New York Times en 2015, la police de Bombay lui a interdit de tenir des conférences « parce qu'il cause des controverses », et les propriétaires de satellites indiens ont refusé de diffuser sa chaîne.
En 2016, au cours d'une conférence de presse, Naik a déclaré être un Indien non-résident. En 2017, selon le Middle East Monitor (en), Naik a reçu la nationalité saoudienne.
Le 18 juillet 2017, l'Inde a révoqué son passeport à la suite d'une recommandation de la National Investigation Agency. La justice de son pays estime qu'il est en fuite après qu'il a omis de se présenter aux convocations dans le cadre de l'enquête menée contre lui pour incitation au terrorisme.

## Biographie
Zakir Abdul Karim Naik (en hindi : ज़ाकिर अब्दुल करीम नायक ; en ourdou : ذاکر عبدالکریم نائیک) naît le 18 octobre 1965 à Bombay.
Son premier établissement d'enseignement est la St. Peter's High School (CISP), située à Bombay. Ensuite, il rejoint le Kishinchand Chellaram College dans cette même ville. Après avoir obtenu un diplôme (équivalent d'un baccalauréat), il étudie la médecine au Topiwala National Medical College et au Nair Hospital. Il complète son diplôme à l'Université de Bombay en obtenant un MBBS, Bachelor of Medicine[réf. souhaitée].
En 1991, il abandonne sa profession de médecin afin de se consacrer à l'étude des religions et à sa volonté de partager son interprétation de l'islam. Naik se dit inspiré par le prédicateur musulman Ahmed Deedat.
Zakir Naik utilise les versets du Coran et les hadîths authentiques pour clarifier ce qu'il affirme être des idées fausses sur l'islam, et déclare se fonder sur la raison, la logique et les faits scientifiques.
Depuis 2002, le docteur Zakir Naik a participé, en plus de nombreux entretiens publics en Inde, à plus de 600 débats publics dans divers pays, dont : États-Unis, Canada, Royaume-Uni, Arabie saoudite, Émirats arabes unis, Koweït, Singapour, Hong Kong, Thaïlande, Guyana, Qatar, Bahreïn, Afrique du Sud, Île Maurice, Australie, Malaisie...
Il a participé à plusieurs discussions avec des personnalités d'autres confessions. Son débat public avec le docteur américain William Campbell, sur le thème « Le Coran et la Bible à la lumière de la science », qui s'est tenu à Chicago le 1er avril 2000, est souvent cité en exemple par ses admirateurs. Il ne fait cependant pas l'unanimité dans son propre pays.
Zakir Naik apparaît régulièrement sur de nombreuses chaînes internationales dans plus de 100 pays du monde. Il est régulièrement invité sur les plateaux de télévision et à la radio. Plus d'une centaine de ses entretiens, des dialogues et des débats sont disponibles sur cassettes vidéo, CD vidéo et cassettes audio. Il a écrit de nombreux livres sur l'islam et la similitude des religions[réf. nécessaire].
Dans une émission sur son canal Peace TV en 2008, Zakir Naik a soutenu qu’Al-Qaïda n’était pas responsable des attentats du 11 septembre 2001. « Même un idiot sait que c’était un complot intérieur » (« an inside job »), a-t-il déclaré, ajoutant que le président George W. Bush était responsable des attaques. Il justifie par ailleurs les attentats.
Il déclare la musique contraire à l'islam et justifie la notion de crime d'apostasie,.
En juin 2010, le gouvernement canadien interdit la venue de Zakir Naik en raison de son appui au terrorisme et à Al-Qaïda. Le même mois, le gouvernement britannique lui aussi interdit l'entrée dans le pays en raison de son « comportement inacceptable ».
En 2016, il quitte l'Inde où il lui est reproché d'avoir financé des opérations terroristes et de promouvoir la haine des autres religions,.

## Conférences
Lors d'une conférence intitulée « Pourquoi les Occidentaux embrassent-ils l'islam ? » qui s'est tenue en novembre 2002 à l'auditorium du roi saoudien Fahd ben Abdelaziz Al Saoud à Djeddah, Zakir Naik affirme que l'islam offre des solutions pratiques à différents « problèmes de l'Occident » tels que l'adultère, l'alcoolisme ou encore l'ingratitude filiale. Naik déclare également que malgré les campagnes anti-islamiques, environ 34 000 Américains ont embrassé l'islam entre septembre 2001 et juillet 2002. 65 % des individus convertis à l'islam sont des femmes selon CNN,.
En novembre 2007, l'IRF (Fondation de recherche islamique) et Zakir Naik en tant que président organisent des expositions et des conférences intitulées « Peace Conference » (conférence de la paix), présentées par Naik et des savants musulmans venus du monde entier.